# Blechnum nigrum
Blechnum nigrum là một loài thực vật có mạch trong họ Blechnaceae. Loài này được (Coleman) Mett. mô tả khoa học đầu tiên năm 1861.